# Oreoglanis siamensis
Oreoglanis siamensis је зракоперка из реда Siluriformes.

## Угроженост
Ова врста се сматра рањивом у погледу угрожености врсте од изумирања.

## Распрострањење
Тајланд је једино познато природно станиште врсте.

## Станиште
Станиште врсте су слатководна подручја.